# Campeonato Mundial de Baloncesto Sub-17 de 2014
El Campeonato Mundial de Baloncesto Sub-17 de 2014 es la tercera edición de este campeonato juvenil que se realiza en los Emiratos Árabes Unidos entre el 8 y el 16 de agosto. El campeonato reúne a 16 selecciones nacionales de baloncesto.

## Primera Ronda

### Grupo A
|   | Equipo         | Pts | PG | PP | PF  | PC  | Dif |
| - | -------------- | --- | -- | -- | --- | --- | --- |
| 1 | Estados Unidos | 6   | 3  | 0  | 306 | 193 | 113 |
| 2 | Grecia         | 5   | 2  | 1  | 220 | 199 | 21  |
| 3 | Angola         | 4   | 1  | 2  | 189 | 233 | −44 |
| 4 | Filipinas      | 3   | 0  | 3  | 201 | 291 | −90 |

| 8 de agosto, 15:45 | Angola | 82 - 72 | Filipinas |  |
|                    | Dubái  |         |           |  |

| 8 de agosto, 21:00 | Grecia | 73 - 83 | Estados Unidos |  |
|                    | Dubái  |         |                |  |

| 9 de agosto, 16:30 | Estados Unidos | 99 - 56 | Angola |  |
|                    |                |         |        |  |

| 9 de agosto, 18:45 | Filipinas | 65 - 85 | Grecia |  |
|                    |           |         |        |  |

| 11 de agosto, 16:30 | Angola | 51 - 62 | Grecia |  |
|                     |        |         |        |  |

| 11 de agosto, 18:45 | Estados Unidos | 124 - 64 | Filipinas |  |
|                     |                |          |           |  |

### Grupo B
|   | Equipo    | Pts | PG | PP | PF  | PC  | Dif  |
| - | --------- | --- | -- | -- | --- | --- | ---- |
| 1 | Francia   | 5   | 2  | 1  | 253 | 201 | 52   |
| 2 | Canadá    | 5   | 2  | 1  | 247 | 202 | 45   |
| 3 | Australia | 5   | 2  | 1  | 255 | 250 | 5    |
| 4 | Japón     | 3   | 0  | 3  | 187 | 289 | −102 |

| 8 de agosto, 13:30 | Japón | 84 - 97 | Australia |  |
|                    | Dubái |         |           |  |

| 8 de agosto, 18:45 | Francia | 76 - 66 | Canadá |  |
|                    | Dubái   |         |        |  |

| 9 de agosto, 14:15 | Canadá | 96 - 52 | Japón |  |
|                    | Dubái  |         |       |  |

| 9 de agosto, 16:30 | Australia | 84 - 81 | Francia |  |
|                    | Dubái     |         |         |  |

| 11 de agosto, 14:15 | Japón | 51 - 96 | Francia |  |
|                     |       |         |         |  |

| 11 de agosto, 16:30 | Canadá | 85 - 74 | Australia |  |
|                     |        |         |           |  |

### Grupo C
|   | Equipo                 | Pts | PG | PP | PF  | PC  | Dif  |
| - | ---------------------- | --- | -- | -- | --- | --- | ---- |
| 1 | Puerto Rico            | 6   | 3  | 0  | 235 | 169 | 66   |
| 2 | Italia                 | 5   | 2  | 1  | 236 | 140 | 96   |
| 3 | España                 | 4   | 1  | 2  | 253 | 158 | 95   |
| 4 | Emiratos Árabes Unidos | 3   | 0  | 3  | 112 | 369 | −257 |

| 8 de agosto, 13:30 | Puerto Rico | 67 - 65 | España |  |
|                    | Dubái       |         |        |  |

| 8 de agosto, 18:45 | Emiratos Árabes Unidos | 32 - 121 | Italia |  |
|                    | Dubái                  |          |        |  |

| 9 de agosto, 14:15 | Italia | 51 - 58 | Puerto Rico |  |
|                    | Dubái  |         |             |  |

| 9 de agosto, 21:00 | España | 138 - 27 | Emiratos Árabes Unidos |  |
|                    | Dubái  |          |                        |  |

| 11 de agosto, 18:45 | Italia | 64 - 50 | España |  |
|                     |        |         |        |  |

| 11 de agosto, 21:00 | Puerto Rico | 110 - 53 | Emiratos Árabes Unidos |  |
|                     |             |          |                        |  |

### Grupo D
|   | Equipo    | Pts | PG | PP | PF  | PC  | Dif |
| - | --------- | --- | -- | -- | --- | --- | --- |
| 1 | Serbia    | 6   | 3  | 0  | 221 | 188 | 33  |
| 2 | Argentina | 5   | 2  | 1  | 206 | 169 | 37  |
| 3 | China     | 4   | 1  | 2  | 222 | 213 | 9   |
| 4 | Egipto    | 3   | 0  | 3  | 160 | 239 | −79 |

| 8 de agosto, 15:45 | Serbia | 80 - 68 | China |  |
|                    | Dubái  |         |       |  |

| 8 de agosto, 21:00 | Argentina | 74 - 39 | Egipto |  |
|                    | Dubái     |         |        |  |

| 9 de agosto, 18:45 | Egipto | 63 - 81 | Serbia |  |
|                    | Dubái  |         |        |  |

| 9 de agosto, 21:00 | China | 70 - 75 | Argentina |  |
|                    | Dubái |         |           |  |

| 11 de agosto, 14:15 | China | 84 - 58 | Egipto |  |
|                     |       |         |        |  |

| 11 de agosto, 21:00 | Argentina | 57 - 60 | Serbia |  |
|                     |           |         |        |  |